# Lefroyella decora
Lefroyella decora är en svampdjursart som beskrevs av Thomson 1877. Lefroyella decora ingår i släktet Lefroyella och familjen Euretidae. Inga underarter finns listade i Catalogue of Life.